# Château de Gouillon
Le château de Gouillon (XVIIIe siècle) est une malouinière située sur la commune de Miniac-Morvan.

## Histoire[1]
L'origine du château de Gouillon ne peut être établie avec certitude. Le site, occupé très tôt, a été maintes fois remanié et modifié et l'organisation actuelle ne permet pas d'en dater précisément les origines.
Château, manoir ou métairie noble, les premières mentions datent du XIIIe siècle. Les caves, antérieures à la construction de la malouinière et parfaitement conservées, vont dans le sens d'origines médiévales.
Du XIVe siècle au début du XVIIe, le château appartient à la maison du Breil. La branche des Breil de Gouillon est issue de la branche ainée et remonte à Guillaume du Breil, premier du nom, sénéchal de Bretagne vers 1112.
En 1630, Jean Gaultier, né vers 1591, fils de Guillaume sieur de Lambesty (Saint-Malo) est seigneur de Gouillon qui passe en 1663 dans les mains de César d'Aiguillon, marquis de la Juliennaye. L'année 1677 voit la famille de Rieux prendre possession des terres de Gouillon.
Ensuite vont se succéder les Baudouin (sieur de la Ville-Anne), les Gaultier de La Palissade, les Uguet (comte de l'Aumosne), les Sant-Genys et les Moussaye.
C'est en 1735 que la malouinière est édifiée. L'édifice ainsi modifié faisait 35 mètres de long sur 15 mètres de large pour 16 mètres de hauteur. Cela en faisait une des plus imposantes de la région.
Le milieu du XIXe siècle voit les Mouchet de Batteforf (comte et marquis de Laubespin) devenir maitres de Gouillon.
Dans la nuit du 6 au 7 septembre 1916, un incendie ravage l'édifice, ne laissant que l'aile nord totalement intacte.
Vendue et morcelée, la propriété passe successivement aux familles Montier, Fougère et Guélé.

## Particularité
Le château de Gouillon accueille une colonie de chauve-souris qui trouve dans ses caves un refuge durant l'hiver. Trois espèces protégées ont été recensées et font l'objet d'un comptage annuel.